# Вязикиничи
Вязикиничи — деревня в Алёховщинском сельском поселении Лодейнопольского района Ленинградской области.

## История
На карте Санкт-Петербургской губернии Ф. Ф. Шуберта 1834 года упоминается деревня Кизигиничи.

ВЕЗИКИНИЧИ — деревня принадлежит Казённому ведомству, число жителей по ревизии: 41 м. п., 38 ж. п. (1838 год)

ВИЗИКИНИЧИ — деревня Ведомства государственного имущества, по просёлочной дороге, число дворов — 13, число душ — 33 м. п. (1856 год)

ВЯЗИКИНИЧИ — деревня казённая при реке Оять, число дворов — 13, число жителей: 32 м. п., 51 ж. п. (1862 год)

Сборник Центрального статистического комитета описывал её так:

ВЕЗИКИНИЧИ — деревня бывшая государственная, дворов — 19, жителей — 76; часовня, 2 лавки, 2 кожевенных завода. (1885 год)

В конце XIX — начале XX века деревня административно относилась к Суббочинской волости 3-го стана Новоладожского уезда Санкт-Петербургской губернии.
По данным «Памятной книжки Санкт-Петербургской губернии» за 1905 год деревня Вязикиничи входила в Алёховское сельское общество.
С 1917 по 1922 год деревня входила в состав Алёховщинского сельсовета Суббочинской волости Новоладожского уезда.
С 1922 года в составе Лодейнопольского уезда.
С февраля 1927 года в составе Шапшинской волости, с августа 1927 года в составе Оятского района. В 1927 году население деревни составляло 291 человек.
Согласно карте Ленинградской области Северо-западного аэрогеодезического треста ГГУ издания 1932 года деревня называлась Визикиничи и насчитывала 17 крестьянских дворов.
По данным 1933 года деревня Вязикиничи входила в состав Алёховщинского сельсовета Оятского района.

Деревня Вязикиничи на карте РККА 1940 года

С 1955 года в составе Лодейнопольского района.
В 1958 году население деревни составляло 145 человек.
По данным 1966, 1973 и 1990 годов деревня Вязикиничи также входила в состав Алёховщинского сельсовета.
В 1997 году в деревне Вязикиничи Алёховщинской волости проживали 22 человека, в 2002 году — также 22 человека (все русские).
В 2007 году в деревне Вязикиничи Алёховщинского СП проживали 19 человек, в 2010 году — 20, в 2014 году — 19 человек.

## География
Деревня расположена в центральной части района на автодороге 41А-009 (Лодейное Поле — Чудово).
Расстояние до административного центра поселения — 1 км.
Расстояние до ближайшей железнодорожной станции Лодейное Поле — 52 км.
Деревня находится на левом берегу реки Оять.

## Демография
| 1838 | 1862 | 1885 | 1997 | 2007 | 2010 | 2014 |
| ---- | ---- | ---- | ---- | ---- | ---- | ---- |
| 79   | ↗83  | ↘76  | ↘22  | ↘19  | ↗20  | ↘19  |
| 2015 | 2016 | 2017 |      |      |      |      |
| ↗23  | ↗26  | ↗32  |      |      |      |      |

Национальный состав
Согласно данным Всероссийской переписи населения 2021 года в деревне проживали 45 человек, все русские.

## Инфраструктура
На 1 января 2014 года в деревне было зарегистрировано: хозяйств — 8, частных жилых домов — 29.
На 1 января 2015 года в деревне зарегистрировано: хозяйств — 8, жителей — 23.